# Urbano Moraes
Urbano Moraes (Montevideo, 27 de febrero de 1949) es un compositor, bajista y cantante uruguayo. Su participación como bajista en El Kinto entre los años 1968 y 1970 lo hace figurar entre los grandes representantes de lo que luego fue llamado candombe-beat, género caracterizado por la mezcla de ritmos y formas propias del candombe con pop y rock psicodélico -especialmente inspirado por la última etapa de The Beatles-, bossa nova, samba y otros géneros de gran riqueza rítmica.

## Biografía

### The Knacks
En 1966, Urbano integró su primera banda musical: The Knacks, influenciada directamente por The Beatles y la invasión británica de la década del 60. La integraban Urbano en bajo y voz, Pippo Spera en guitarra y voz, Gonzalo Vigil en guitarra y voz, y Quico Ciccone en batería. Gonzalo Vigil y Quico Ciccone provenían del grupo Black Sheeps, un grupo de corta duración que había tenido cierto éxito, entre otras cosas había sido el grupo estable durante un par de temporadas en El Copétín al Paso, un típico bar de Piríapolis. Pippo Spera y Urbano Moraes era la primera vez que se integraban a un grupo.
El hecho de que Urbano fuese bajista en esa agrupación y se dedicara definitivamente a tocar este instrumento luego tiene algo de anecdótico. Poco antes de formarse la banda, Urbano, sin instrumento propio y ávido de obtener uno, fue a una tienda de venta de instrumentos musicales con la intención de comprar un teclado, en tanto mostraba cierta inclinación por el piano. Los teclados que encontró eran demasiado caros y, decidido a volver a casa con un instrumento, preguntó por el más barato que tuviesen. Éste resultó ser un bajo, y lo compró.
La agrupación tocó durante un año, participando en varios de los entonces llamados "conciertos beat" junto a músicos como Eduardo Mateo y Diane Denoir. Realizó, asimismo, varias actuaciones en las ciudades de Punta del Este, Mercedes y Fray Bentos, entre otras. Por otra parte, fue el primer grupo basado en instrumentos eléctricos que tocó en el Teatro Solís de Montevideo.

### El Kinto
En 1968, Urbano entró en El Kinto sustituyendo a Antonio Lagarde en el bajo. Ese mismo año, Mario "Chichito" Cabral ingresó al conjunto en lugar de Rubén Rada. La salida de Rada no sólo significaba un reto para el percusionista que lo sucediera, sino que dejaba además un vacío evidente a nivel de voces, en tanto quedaba sólo Eduardo Mateo como vocalista original. Una vez que entró "Chiche" Cabral como percusionista, Urbano se encargó, junto con Mateo, de las voces.
Al año siguiente de su entrada, fue sustituido por Alfredo Vita, pero solo durante un tiempo. La formación definitiva de El Kinto en 1970 -año de su disolución- contaba con Mateo en guitarra y voz, Chiche Cabral en percusión, Walter Cambón en guitarra, Luis Sosa en batería y Urbano en bajo y voz. 
El Kinto, además de ser pionero en el candombe beat, fue el primer grupo beat uruguayo que hizo la totalidad de sus letras en español. Grupos como Los Shakers también merecen ser reconocidos como pioneros de este género -un ejemplo de ello es el tema "Candombe", incluido en el disco La conferencia secreta del Toto´s Bar de 1969- pero, al igual que en el caso de los grupos beat de mediados de los 60, sus letras eran escritas en inglés.

### Imán, Califato Independiente
En 1973, con el inicio de la dictadura cívico-militar en Uruguay, Urbano decide irse a Buenos Aires. En 1975 viajó a España, donde se unió a la banda Imán, en sustitución de Iñaki Egaña. Grabó un disco con dicha banda. Su estancia en Europa se prolongó hasta 1982.

### Solista
Durante 1974, en una sesión para los estudios Sondor, Urbano grabó siete temas que luego serían incluidos en su disco Caminar detrás I y II editado en CD en el año 2002 por el sello Perro Andaluz. Estos temas fueron "Caminar detrás" (Moraes / Luis Sosa), "Bahión", "Regresar", "Dónde buscarte ahora", "Dime", "Moroca" (Pato Rovés) y "Dejar un lugar" (Moraes / Sosa / Rovés). En la grabación de estas canciones participaron, además de Urbano en bajo y voz, Luis Sosa en batería y Pato Rovés en guitarra. El ingeniero de sonido fue Henry Jasa.
Parte del material grabado por Urbano durante la década de 1980 también fue incluido más tarde en el mismo CD, si bien otra buena parte del material de esa década se ha perdido. En 1985 grabó en vivo una versión de "La mama vieja" de Eduardo Mateo en el Circuito Cultural Municipal. En 1987, registró una versión de "Cómo y dónde volverás", canción de su autoría, en el Teatro Stella D'Italia de Montevideo, junto a Leonardo Amuedo en guitarra, Diego Ebbeler en teclados, Sergio Faluótico en batería, Jorge Camiruaga en vibráfono, José Píriz en saxo, Nego Haedo y Fernando Núñez en percusión y Elena Mañosa, Chabela Ramírez y Gabriela Correa en coros. En 1989 dejó registro de las canciones "La selva, esa luz" (Ricardo Fabini / Fernando Torrado), "Hoy en día la gente" (Moraes / Spera / Horacio Buscaglia), "Revivir" (Fabini), "No te vayas" (Moraes / Quique Azambuya) y Alilicia (Moraes / Azambuya), durante una temporada en Búzios, junto a Quique Azambuya en guitarra. En 1990, acompañado por Pippo Spera en guitarra, teclado y voz, y por Eduardo Márquez del Signore en bajo, grabó en Los Ángeles una versión de "Quemando madera" (Spera / Eduardo Márquez / Milton Nascimento).
Durante la década de 1990, además de grabar varios discos de estudio, colaboró con la composición musical para una representación de Antígona en el Teatro El Galpón de Montevideo, dirigida por Horacio Buscaglia.

## Discografía

### Solista
- Vamos a mirarnos más de frente (Sondor Casete 4.673-4, Vinilo 4.673-1. 1991)
- Caminar detrás (Perro Andaluz. 1992)
- He nacido junto al mar (Perro Andaluz. 1994)
- Desde todos los sueños (Ayuí / Tacuabé AE194CD. 1998)
- Caminar detrás I y II (Perro Andaluz PA 3751-2. 2002)
- Vuela más alto (Perro Andaluz. 2010)

#### Colectivos
- Rock Nacional 1971-1976: Archivo de la música popular uruguaya Vol. 1 (Sondor 44521. 1987)
- Teatro de Verano en vivo (Orfeo 91028-4. 1989) (Con Hugo Fattoruso, Osvaldo Fattoruso, Ruben Rada, Eduardo Mateo, Roberto Galletti, Horacio Buscaglia y Juan Gadea.)

### Con El Kinto
- Musicasión 4 1/2 (De la Planta KL 8305. 1971)
- Circa 1968 (Clave 72.35066. 1978)

### Con Imán Califato Independiente
- Camino del águila (CBS. 1980)

### Con Botijas Band
- Botijas Band (Orfeo. 1996)

### Colaboraciones
- En familia de Rubén Rada (Sazam. 1983)
- Botija de mi país de Eduardo Mateo y Rubén Rada (Sondor. 1987)
- Fan: Pa´los amigos de Rubén Rada (MMG. 2009)

- Tríos... uruguayos de Ricardo Nolé (Perro Andaluz. 2017)[1]

### Como acompañante
- La cosa se pone negra de Rubén Rada (Sazam. 1983)
- Adar Nebur de Rubén Rada (Raviol. 1984)
- La yapla mata de Rubén Rada (Raviol. 1985)
- Concierto por la vida de Rubén Rada (Orfeo. 1994)
- Miscelánea negra de Rubén Rada (Ayuí / Tacuabé. 1997)